# Hundturken
Hundturken troddes vara ett människoätande monster med hundhuvud och ansågs hålla till någonstans i Främre Asien. Föreställningen är känd sedan tidigt 1700-tal. Förmodligen var det Sveriges komplicerade förhållande till Turkiet som gav ryktena så stor spridning. Rasism och främlingsfientlighet eldade på föreställningarna dithän att Karl XII:s skuld till Turkiet skulle betalas med kött från människobarn.
Det spreds rykten att barn, efter att ha intagits på Frimurarebarnhuset i Stockholm, skickades till hundturken som slavarbetare eller att frimurarna dödade barnen och sedan levererade det nersaltade köttet i tunnor.